# Panguidae
Panguidae (лат.) — ископаемое семейство жалящих перепончатокрылых. Бирманский янтарь (меловой период, сеноманский век, около 99 млн лет). Мьянма.

## Описание
Мелкие осы (длина тела около 5 мм). Усики олигомерные 12—13-члениковые, скапус короткий, почти равен длине члеников жгутика. Глаза крупные. Крылья с полным и стандартным для Aculeata жилкованием. Нижниме пронотальные доли широко округлые. Проплеврон вытянут в короткую шею. Контур проподеума ровный. Переднее крыло с 2r-m соединяющейся с RS рядом с 2r-rs, 3r-m соединяется с M далеко от 2m-cu, 1m-cu соединяется с с M на вершине RSþM. Метасома с 7 тергитами и 6 видимыми стернитами и жалом. Брюшко стебельчатое с узким петиолем.

## Систематика
2 рода. Первоначально семейство было монотипическим и включало лишь один вид. В 2020 году в состав семейства был включён вид Prosphex anthophilos, чьё систематическое положение было неясным о ранее рассматривавшийся как Family incertae sedis. Выделены в отдельную группу жалящих перепончатокрылых. По некоторым признакам жилкования крыльев отличается от прочих жалящих Aculeata и обладают сходством с Trigonalidae, Megalyridae и Ceraphronoidea s. str. Предположительно находится в основании филогенентического древа жалящих и дивергировало ещё до Chrysidoidea и Aculeata s. str. Семейство было впервые описано в 2019 году по типовым материалам из мелового бирманского янтаря (Мьянма).
- Pangu Li, Rasnitsyn, Shih & Ren, 2019
- Prosphex Grimaldi & Engel, 2019[4].
- Protopangu Zhuang et al., 2024[5]